# Course Landaise
Der Course Landaise  ist ein in der Gascogne traditionelles Spiel mit wilden Rindern, das hauptsächlich in den französischen Departements Gers, Landes und teilweise auch Gironde ausgeübt wird.
Bei dieser Art des Stierkampfes fließt kein Blut, das Tier bleibt unverletzt, ja es darf nicht einmal berührt werden. Die Teilnehmer dieses populären Spiel gelten als ausgezeichnete Athleten. Die Courses Landaises werden von März bis Oktober zumeist bei Kirchweihfesten abgehalten. Bekannt sind die Courses in Nogaro, Mont-de-Marsan, Dax und Castelnau-d’Auzan. Inzwischen gibt es auch nationale Meisterschaften.

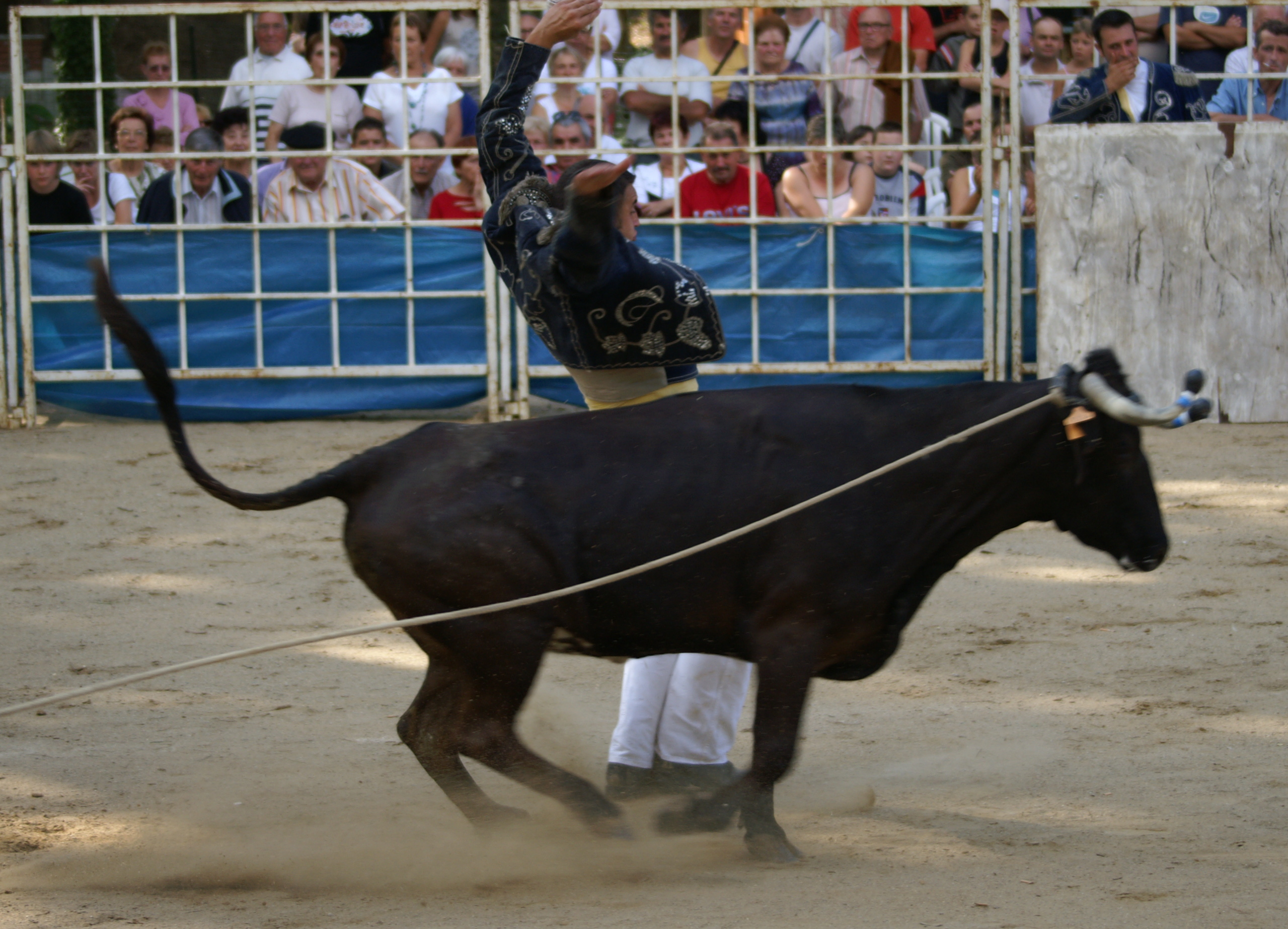
Der Écarteur in Aktion

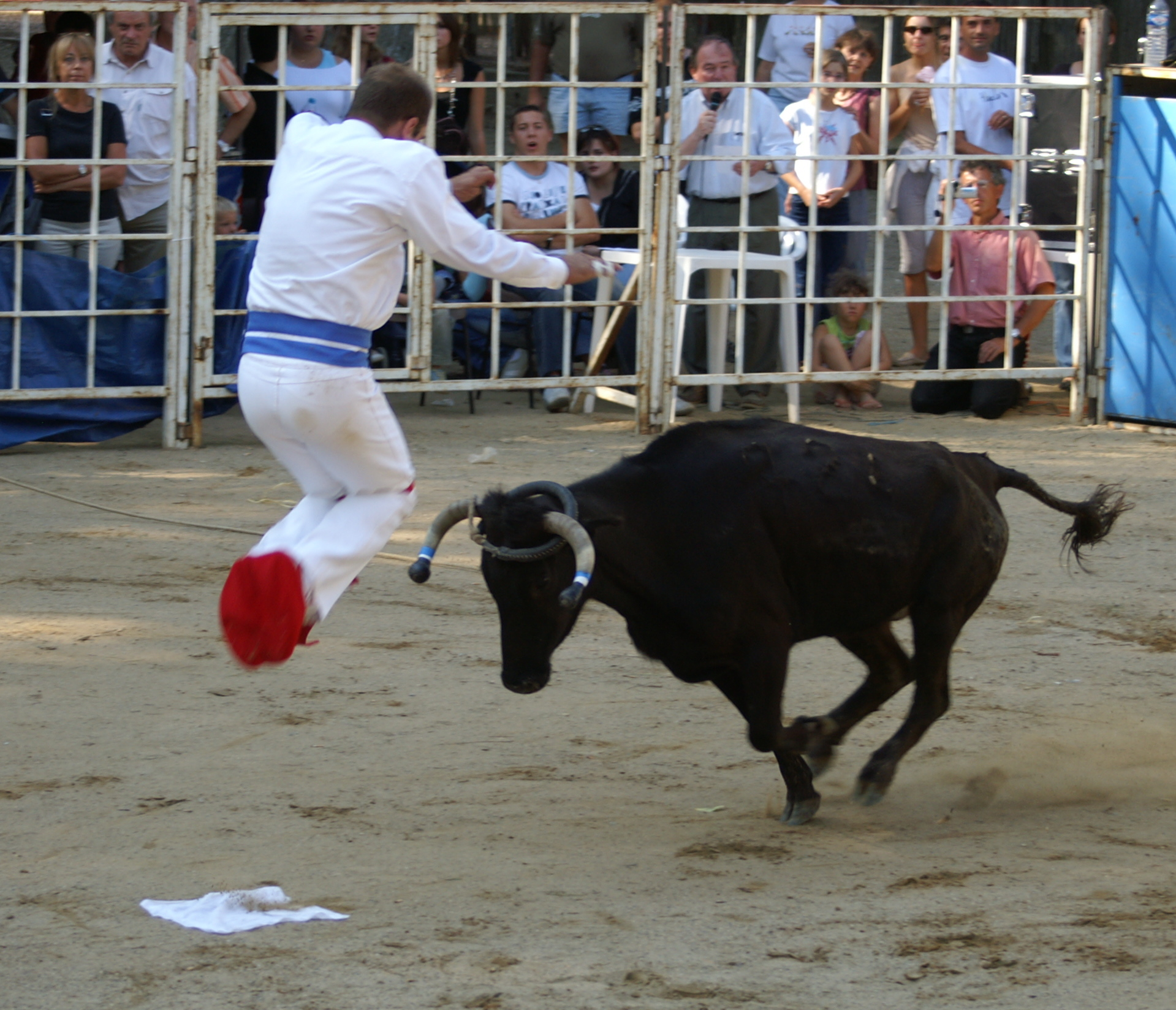
Der Sauteur in Aktion

## Durchführung
Der Course Landaise  (der Name kommt von der dort vorherrschenden Heidelandschaft Les Landes) wird mit Tieren einer spanischen Rinderrasse durchgeführt. Die Tiere werden auf Ganaderia genannten Höfen speziell gezüchtet und aufgezogen und erreichen ein Gewicht von 300 kg bis zu 500 kg (125 cm bis 130 cm). Zudem werden sie durch Training dazu bewogen, sich auf natürliche Weise zu verteidigen. Ganaderias findet man in den Landes hauptsächlich zwischen Dax und Aire-sur-l’Adour.
Jeder Bauernhof trägt seine eigenen Farben und besitzt eine eigene Mannschaft an Toreros, die Cuadrilla. Alle Tiere haben einen Eigennamen und werden zuvor durch Beobachtung in Kampfstufen aufgrund der Kampfeslust eingestuft. Vor der Veranstaltung werden sie in eigenen Boxen gehalten, Loge genannt. Ein Seil ist um ihre Hörner geschlungen, um sie in bestimmte Positionen dirigieren zu können. 
Während des Wettbewerbs werden die Tiere aus ihrer Loge in einer vorher festgelegten Reihenfolge durch den Cordier (der Mann, der das Seil hält) und zwei Entraîneurs (die Koordinatoren, die das Rind in eine geeignete Position vor den Torero manövrieren) auf den auf der anderen Seite der Arena wartenden Torero gelassen. Der Torero fordert das Tier heraus und reizt es zum Angriff. Um ihm diesen zu ermöglichen, gibt der Cordier genügend freies Seil.
Während dieser Phase werden sowohl von Seiten des Publikums als auch von Sponsoren ununterbrochen finanzielle Prämien für Mut und Dreistigkeit des Toreros ausgerufen und per Lautsprecher zwischen der ständig spielenden festlichen Musik verkündet.

### Einteilung der Toreros
Die Toreros werden in zwei Kategorien eingeteilt:
- die  Écarteurs, die dem Angriff des Tieres im allerletzten Moment mit einer geschickten Bewegung ausweichen. Dieses wird teilweise mit und ohne den Schutz des Seils getan.
- die Sauteurs, die Springer, warten auf das Tier und setzen im letzten Moment zu einem Sprung über sie an. Das Tier stürmt in einer geraden Linie auf den Springer zu. Dieser springt nun auf unterschiedliche Art und Weise über das Tier, manchmal mit zusammengebundenen Füßen oder mit einer um die Füße geschlungenen Baskenmütze.

## Geschichte
Bereits die alten Griechen kannten ein ähnliches Spiel, den Stiersprung. Seit mehreren Jahrhunderten werden Spiele mit Rindern auch in der Gascogne durchgeführt. So beispielsweise in Saint-Sever, wo es bereits 1457 Brauch war, am Fest des Heiligen Johannes die Tiere durch die Straßen des Ortes laufen zu lassen. In La Teste-de-Buch gab es die Tradition, die Tiere zum Brandmarken in die Dünen zu führen. Im Sand ist das Tier durch den lockeren Untergrund weniger gefährlich, und es gab Spiele, die daraus bestanden über die Tiere zu springen.
Der Course Landaise wurde im 19. Jahrhundert mit Regeln versehen. Der Torero führte zwei Standardfiguren aus, den Sprung und das Ausweichen. Im 19. und 20. Jahrhundert wurden hauptsächlich in den Departements Landes und Gers sowie in geringerem Maße Gironde zahlreiche Arenen speziell errichtet. Im Département Gironde konnte sich die Tradition kaum halten. Die Arenen von La Teste-de-Buch und Arcachon wurden abgerissen, in Bordeaux findet kein Course Landaise mehr statt. Es gibt noch einige Veranstaltungen in Floirac, La Brède und Captieux.

## Wettbewerbe
Drei Arten von Wettbewerben bestimmen die Courses Landaises heute:

### Course formelle
Alles geschieht im Stil entsprechend den alten Regeln. Die Teilnehmer sind allesamt Fachleute und Profis. Der Wettbewerb dauert mit Pause ungefähr 2 ¼ Stunden. Es beginnt mit dem Einmarsch der Écarteurs zur Musik des Marche Cazérienne. Diese Art von Course findet man hauptsächlich in der Chalosse, im Tursan, im Béarn und in der Bigorre. Eine Jury legt eine Gesamtwertung für die Cuadrillas fest, die für die jährliche nationale Konkurrenz zählen.

### Concours landais
Auch hier sind alle Teilnehmer Profis, diese treten jedoch im Einzelwettbewerb an. Jeder Wettbewerb hat eigene Regeln, die beim Landesverband Fédération Française de Course Landaise (FFCL) eingetragen sind.

### Course mixte
Die Course mixte sind Veranstaltungen für Amateure. Der erste Teil ist nach den formalen Regeln gestaltet, am zweiten Teil kann das Publikum teilnehmen. In den Badeorten an der Atlantikküste werden viele Spiele organisiert, an denen auch die Touristen teilnehmen können. Bisweilen bestehen solche Veranstaltungen nur aus dem spielerischen Teil. Es gibt Veranstaltungen, bei denen zwei Dörfer oder Städte gegeneinander antreten. Junge Männer springen und laufen, um die Kokarde (ein zwischen den Hörnern des Rindes fixiertes Band oder Abzeichen) zu greifen oder einfach eine Art Rugbyspiel mit einem wilden Kalb im Feld zu spielen. Die Hörner des Rindes sind dann meist durch aufgesetzte Kugeln entschärft.